# Veenkoloniale Voetbalbond
De Veenkoloniale Voetbalbond was een regionale voetbalbond.
De bond werd opgericht door vertegenwoordigers van de volgende clubs:
- vv Vledderveen uit Vledderveen
- CVV Germanicus uit Coevorden
- T.V.C. uit Ter Apel
- U.D. uit Nieuw-Buinen.

D.O.V. uit Nieuw-Dordrecht en V.I.O.S. uit Emmen zouden later ook toetreden tot de bond. In 1926 fuseerde de bond samen met de Zuid-Drentsche voetbalbond tot de Drentse Voetbalbond. 